# Pál Kadosa

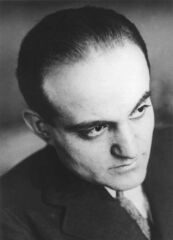
Pál Kadosa (1933)

Pál Kadosa [ˈpaːl ˈkɒdoʃɒ] (* 6. September 1903 in Léva, Österreich-Ungarn; † 30. März 1983 in Budapest) war ein ungarischer Komponist, Pianist und Klavierlehrer. Er war ein profilierter Bartók-Interpret und galt als einer der führenden Musikschaffenden seines Landes.

## Leben und Werk
Kadosa war jüdischer Herkunft und wurde im heutigen Levice in der Slowakei geboren. Er erhielt seinen ersten Klavierunterricht in Nagyszombat (heute: Trnava). 1918 zog er mit seiner alleinerziehenden Mutter nach Budapest. Nach dem Abitur 1921 nahm er Privatunterricht beim Komponisten Zoltán Kodály. Damit gehörte er neben György Kósa und Tibor Harsanyi zu den prominenteren Schülern Kodálys der 1920er Jahre. Bei Arnold Székely studierte er Klavier an der Budapester Musikhochschule; als weitere Lehrer werden Keleti Lili (Klavier) und Leó Weiner (Kammermusik) genannt. Nebenher widmete er sich Malereistudien. Freundschaftliche Kontakte unterhielt er u. a. zu Róbert Berény, Sándor Bortnyik, István Dési Huber, Andor Sugár, Pál Pátzay und György Goldmann. 1923 wird als sein erster öffentlicher Auftritt als Pianist angesehen. Ab 1927 war er Klavierpädagoge am Fodor-Konservatorium in Budapest.
Er galt in seinen jungen Jahren als einer der führenden Persönlichkeiten der ungarischen Avantgarde. Im Jahre 1928 gründete er mit Gyula Kósa, Ferenc Szabó und István Szelényi die Gruppe für zeitgenössische Musik Moderne Ungarische Musiker (Modern Magyar Muzsikusok). Später erfolgte die Einbindung der Gruppe in den Neuen Ungarischen Musik-Verein (Uj Magyar Zene Egyesület) von Zoltán Kodály und Béla Bartók, die in die Internationale Gesellschaft für Neue Musik (IGNM) integriert wurde. Von 1932 bis 1938 war er für ebenjene Gesellschaft für neue ungarische Musik tätig. Seine Kompositionen wurden 1933 bei den IGNM-Weltmusiktagen in Amsterdam vom Concertgebouw-Orchester unter der Leitung von Eduard van Beinum (1. Klavierkonzert) und 1934 bei der Biennale di Venezia (1. Divertimento) uraufgeführt. Das 2. Divertimento erklang in Straßburg. Teilweise war er auf den Konzertreisen auch als Solist tätig. Von 1930 bis 1933 erschienen seine Kompositionen beim renommierten Schott-Verlag in Mainz.
In den 1940er Jahren wurde er in den antisemitischen Machwerken „Judentum und Musik“ und „Lexikon der Juden in der Musik“ verzeichnet. 1943 verlor er im Zuge der Judenverfolgung in Ungarn seine Dozentenstelle. 1943/44 arbeitete er an der Goldmark-Musikschule der jüdischen Glaubensgemeinschaft. 1944/45 leistete er höchstwahrscheinlich Zwangsarbeit in Ungarn.
Nach dem Zweiten Weltkrieg 1945 wurde er Professor für Klavier an der Franz-Liszt-Musikakademie in Budapest. Zu seinen Schülern gehörten erfolgreiche Komponisten und Pianisten u. a. György Ligeti (als Privatschüler 1942/43), György Kurtág, Ferenc Rados, András Schiff, Zoltán Kocsis, Iván Eröd, Dezső Ránki, Andor Losonczy und Jenő Jandó. Als Pianist förderte er die zeitgenössische Musik. Er war überdies Jurymitglied bei internationalen Klavierwettbewerben wie dem Internationalen Chopin-Wettbewerb in Warschau (1965). Von 1945 bis 1949 war er Vizepräsident des ungarischen Kunstrates (Művelődési Tanács), ab 1949 Mitglied des Komitees des Verbands Ungarischer Komponisten (Magyar Zeneszerző Egyesülete) und von 1953 bis 1983 Präsident des Büros Artisjus zum Schutz der Urheberrechte (Artisjus: Szerzői Jogvédő Hivatal).
Kadosa orientierte sich an der ungarische Volksmusik und der zeitgenössischen europäischen Musik (unter starker deutscher Bezugnahme). Er wurde kompositorisch u. a. durch Béla Bartók, Zoltán Kodály, Igor Strawinsky (Neoklassizismus) und Paul Hindemith („Neue Sachlichkeit“) sowie den Jazz beeinflusst. In den 1920er Jahren war er der erste Bartók-Rezipient in Ungarn: Sonate für Violine und Klavier. Sein Œuvre lässt sich in fünf Phasen gliedern, wobei seine Werke immer größer und dissonanter wurden. Zuletzt wandte er die Zwölftontechnik an und schrieb atonale Werke. Neben seinen acht Sinfonien und einer Oper in zwei Aktem sowie Film- (u. a. zum Film „Ruhm und Ehre“ (Becsület és dicsőség)), Hörspiel- und Bühnenmusiken schrieb er Kammer-, Klavier- und Vokalmusik. Kadosa lehnte sich in seinem frühen Schaffen an die Gattungen Partita, Divertimento und Toccata an. Von Bertolt Brecht ließ er sich ästhetisch durch den Verfremdungseffekt beeinflussen. Er steckte sich zudem das Ziel eines linearen Kontrapunkts. In den 1930er Jahren galt seine Aufmerksamkeit konzertanten Formen. Mit der 1. Symphonie (1941/42) und der Partita für Orchester (1943/44) kam sein dissonanter Stil zur Geltung. Nachdem er in der stalinistischen Zeit vermehrt Vokalmusik wie Kantaten und Lieder (darunter Volksliedbearbeitungen und Massenlieder für Chor) komponierte oder sich von dieser beeinflussen ließ, etwa in der 2. Symphonie (1947/48) und im 3. Klavierkonzert (1953), fand er in seiner 4. Symphonie (1958/59) zurück zur Zwölftonmusik. Im Ungarischen Radio Archiv (Szerzői hangfelvétel) werden Tonträger (u. a. erschienen bei Hungaroton) zu Kadosas Musik überliefert.
Kadosa wurde mit dem Kossuth- (1950) und dem Erkel-Preis (1955, 1962) ausgezeichnet. Außerdem war er Künstler (1953, A Magyar Köztársaság Érdemes Művésze díj) und herausragender Künstler der Ungarischen Volksrepublik (1963, A Magyar Köztársaság Kiváló Művésze díj) der Volksrepublik Ungarn. 1967 wurde er Ehrenmitglied der Royal Academy of Music in London. Von 1970 bis 1983 war er Korrespondierendes Mitglied der Sektion Musik der Deutschen Akademie der Künste in Ost-Berlin.
Er verstarb am 30. März 1983 in Budapest im Alter von 79 Jahren und wurde auf dem dortigen Kerepeschen Friedhof (Kerepesi temető) beigesetzt.